# ماري من براندنبورغ-كولمباخ
ماري من براندنبورغ-كولمباخ (أنسباخ؛ 14 أكتوبر 1519 - 31 أكتوبر 1567؛ هايدلبرغ)؛ كانت أميرة براندنبورغ-كولمباخ ومن خلال الزواج أصبحت ناخبة بالاتينات.

## السيرة الذاتية
كانت ماري أكبر أبناء المارغريف كازيمير فون براندنبورغ-كولمباخ (1481-1527) وزوجته سوزانا (1502-1543) ابنة دوق بافاريا ألبرخت الرابع، تنتسب أسرتها إلى سلالة هوهنتسولرن العريقة بحيث يرجع نسبها إلى ألبرشت آخيل ناخب براندنبورغ، وكذلك تعتبر حفيدة الكبرى لثاني من أباطرة آل هابسبورغ الكاثوليكية فريدرش الثالث وألبرخت الثاني، بعد وفاة والدها في 1527، نشأت ماري على العقيدة اللوثرية على يد عمها غيورغ التقي، الذي اعتنق هذه العقيدة منذ 1521، رغم أن والديها بقوا على الكاثوليكية، وفي 1529 تزوجت والدتها من أوتو هاينريش كونت بالاتينات-نيوبورغ.
في 21 أكتوبر 1537 بـ كروناخ تزوجت ماري من فريدرش فون سيمرن (مواليد 1515)؛ فيما بعد ناخب بالاتينات (1559-1576)؛ اعتبر هذا الزواج جيداً، بحيث وصفت ماري بأنها ذكية ومتدينة، وأيضا كان لها الفضل الكبير على زوجها الكاثوليكي في ميوله نحو البروتستانتية الذي اعتناقها أخيراً في عام 1546، تبنى فريدرش أولاً العقيدة اللوثرية تيمناً لزوجته، وأيضا تولى لفترة وجيزة إدارة الأراضي الفراكونية بالنيابة عن صهره ألبرت ألكيبيادس مارغريف براندنبورغ-كولمباخ، نظرًا لأن أسرتها آنذاك كانت تعيش في ظروف مالية صعبة، لجأت ماري مرارًا وتكرارًا إلى عمها ألبرخت دوق بروسيا للحصول على المساعدات المالية.
بعد وفاة زوج والدتها أوتو هاينريش عام 1559 تلقى زوجها أخيراً الانتخابية بالاتينات بعد انقراض الفرع الأكبر، وبصفتها الناخبة كانت منخرطة بشكل وثيق في الشؤون الحكومية، على الرغم من أن فريدرش لم يتسامح مع أي تدخل مباشر، كان لها تأثير في المسائل الدينية، وباعتبارها لوثرية صارمة كانت معارضة قوية لزوينكلية، ومع ذلك في 1561 أصبح زوجها مؤيداً لإصلاحيين وتبنى أفكارهم وبذلك أصبحت البلاد حتى وفاته على العقيدة الكالفينية، حاولت ماري تربية الوريث لودفيغ على العقيدة اللوثرية بعيداً عن والده الصارم، على الرغم من أنها نجحت في ذلك، بحيث رجعت اللوثرية إلى البلاد في عهده القصير، إلا أن وتحت تأثير ابنها الآخر يوهان كازيمير تبنت البلاد الكالفينية مرة أخرى وبالقوة واستمرت لقرن من الزمان.
أمضت الناخبة العام الأخير من حياتها وهي تعاني من النقرس بحيث أصبحت طيحة الفراش، ولاحقاً عانت كنتها إليزابيث من النقرس أيضا، توفيت ماري في 1567 ودفنت في كنيسة روح القدس بـ هايدلبرغ، بعد وفاتها تزوج فريدرش في 1568 من الأرملة الهولندية أماليا من نوينار.

## الذرية
أنجبت ماري 11 ابنا لزوجها:-
1. ألبرتا (4 أبريل 1538 - 19 مارس 1553).
2. لودفيغ السادس ناخب بالاتينات (4 يوليو 1539 - 22 أكتوبر 1583)؛ خليفته، تزوج مرتين له ذرية.
3. إليزابيث (30 يونيو 1540 - 8 فبراير 1594)؛ تزوجت في عام 1558 من الدوق يوهان فريدرش الثاني من ساكسونيا، لهم ذرية.
4. هيرمان لودفيغ (6 أكتوبر 1541 - 1 يوليو 1556).
5. يوهان كازيمير (7 مارس 1543 - 16 يناير 1592)؛ تزوج في عام 1570 من إليزابيث الساكسونية، لهم ذرية.
6. دوروثيا سوزانا (15 نوفمبر 1544 - 8 أبريل 1592)؛ تزوجت عام 1560 من يوهان فيلهلم دوق ساكس فايمار شقيق الدوق يوهان فريدرش، لهم ذرية.
7. ألبرت (30 سبتمبر 1546 - 30 أبريل 1547).
8. آنا إليزابيث (23 يوليو 1549 - 20 سبتمبر 1609)؛ تزوجت فيليب الثاني لاندغراف هسن-راينفيلس، ثم من ابن عمها الكونت يوهان أوغست من فيلدينتس، ليس لديها أبناء من كلا زوجيها.
9. كريستوف (13 يونيو 1551 - 14 أبريل 1574).
10. كارل (28 ديسمبر 1552 - 12 سبتمبر 1555).
11. كونيغوند ياكوبا (9 أكتوبر 1556 - 26 يناير 1586)؛ تزوجت في عام 1580 من الكونت يوهان السادس من ناساو-ديلينبورج شقيق فيليم الصامت، لهم ذرية.